# Anomiopus intermedius
Anomiopus intermedius är en skalbaggsart som beskrevs av Waterhouse 1891. Anomiopus intermedius ingår i släktet Anomiopus och familjen bladhorningar. Inga underarter finns listade i Catalogue of Life.